# HOME 600ステーション
『HOME 600ステーション』（ホーム ろくまるステーション）は、広島ホームテレビで放送された平日夕方のローカルワイドニュース番組、1989年10月2日から1991年3月29日まで1年半で放送された（『600ステーション』の広島県ローカルパート）。

## 概要
- 1989年10月2日に番組開始、かつての前番組「HOMEニュースシャトル ANN」というタイトルでスタートされた。
- テレビ朝日発全国ニュース『600ステーション ANN → ANN 600ステーション』を前半枠に内包し、後半枠には県内ニュース・スポーツコーナーと天気予報も内包した。

## 放送時間

### 平日
- 毎週月曜 - 金曜 18:00 - 18:55 （1989年10月2日 - 1991年3月29日、県内ニュースは18:30 - ）

### 週末
- 土曜日・日曜日 17:30 - 18:00 （1990年10月6日 - 1993年3月28日、県内ニュースは17:49 - ）